# René Falk Thomasius
René Falk Thomasius (* 27. Dezember 1969 in Berlin-Friedrichshain, Deutsche Demokratische Republik) ist Skateboard-Meister der DDR in der Disziplin „Jump Ramp“. Er ist ein Skateboard-Pionier Ostdeutschlands.

## Leben
Anfang der 1980er Jahre, lang bevor mit dem Germina Speeder das einzige in der DDR produzierte Skateboard erschien, fertigte sich Thomasius sein erstes Skateboard aus einer Zaunlatte und Rollschuhen. Bei einem Skateboard-Wettbewerb im Ostblock, der 1988 in der Tschechoslowakei stattfand, belegte er den 42. Platz.
Von Titus Dittmann, dem westdeutschen Skateboard-Pionier, wurde er mit professionellen Skateboards und -zubehör aus Westdeutschland beliefert, das als Schmuggelware über die innerdeutsche Grenze geschafft wurde.
Thomasius schloss nach dem Erwerb eines Facharbeiterbriefs eine Ausbildung zum Erzieher mit staatlicher Anerkennung ab. Für das Bezirksamt Berlin-Lichtenberg war er bis 1997 als Sozialarbeiter für das Jugendfreizeitheim „Eastside“ mit dem Schwerpunkt „Medienpädagogik“ tätig. Seit 1997 arbeitet Thomasius als selbständiger Medienproduzent mit der Spezialisierung 3D. Seine Tätigkeitsschwerpunkte liegen hierbei auf Digitale Musikproduktion, 3D-Animation, 3D-Illustration, 3D-Modelling, 3D-Lighting und Medien-Authoring. In diesen Bereichen hatte er sich seit 1986 privat fortgebildet. Weiterhin ist Thomasius als Industrie- und Produktdesigner sowie als Film- und Musikproduzent tätig. Er erreichte 2002 bis 2004 beim Animago Award jeweils den zweiten Platz in der Kategorie „Professional Stills“.
Thomasius wirkte an der fiktionalen Dokumentation This Ain’t California über die Skateboard-Szene der DDR mit, die 2012 erschien.